# Pedro Pires
Pedro de Verona Rodrigues Pires (wym. [ˈpedɾu vɨˈɾonɐ ʁuˈdɾiɡɨʃ ˈpiɾɨʃ]; ur. 29 kwietnia 1934 w São Filipe na wyspie Fogo) – kabowerdeński polityk. W latach 1975–1991 premier, zaś od 2001 do 2011 prezydent Republiki Zielonego Przylądka.

## Życiorys
Urodził się w miejscowości São Filipe, w gminie São Lourenço, na wyspie Fogo, jako syn Luísa Rodriguesa Piresa i Marii Fidalga Lopes Pires. Ukończył szkołę średnią w Liceu Gil Eanes w S. Vicente, po czym rozpoczął studia na Wydziale Nauk Przyrodniczych Uniwersytetu Lizbońskiego (Faculdade de Ciências da Universidade de Lisboa). Uczęszczał na wykłady w Instytucie Studiów Imperialnych (Casa dos Estudantes do Império). Pełnił służbę wojskową w armii portugalskiej, z której zdezerterował w 1961. W Acrze nawiązał kontakt z kierownictwem Afrykańskiej Partii Niepodległości Gwinei i Wysp Zielonego Przylądka (PAIGC), zaś w Conakry poznał Amílcara Cabrala. Od 1962 zajmował się rekrutacją Kabowerdyjczyków na rzecz walki o niepodległości w ramach PAIGC. Wszedł w skład Komitetu Centralnego PAIGC. Wraz z innymi członkami partii przechodził szkolenie na Kubie, w ZSRR i w Gwinei Bissau. Podczas obrad II Kongresu PAIGC w 1973 został wybrany w skład Najwyższej Rady Walki oraz jej Komitetu Wykonawczego. Został również przewodniczącym Krajowej Komisji dla Capo Verde w ramach PAIGC. We wrześniu 1973 objął funkcję zastępcy komisarza ds. FARP w rządzie niepodległej Gwinei. Po tzw. rewolucji goździków stanął na czele narodowej delegacji, która negocjowała z Lizboną niepodległość Zielonego Przylądka. W sierpniu 1974 w jej imieniu podpisał porozumienie z Argel. 13 października 1974 przybył do Praia na pokładzie portugalskiego samolotu wojskowego. Objął kierownictwo nad kabowerdyjskim oddziałem PAIGC. 19 grudnia 1974 podpisał z rządem Portugalii porozumienie o przyznaniu Wyspom Zielonego Przylądka niepodległości, następnie zaś negocjował zasady przejęcia władzy w kraju. W 1974 został deputowanym Capo Verde, następnie zaś pierwszym w historii premierem Republiki Zielonego Przylądka – funkcję sprawował przez trzy kadencje. W 1981 stanął na czele rządzącej Afrykańskiej Partii Niepodległości Zielonego Przylądka (PAIVC), będącej jedynym legalnym ugrupowaniem w kraju. W 1991, wprowadzając system wielopartyjny, przegrał pierwsze wolne wybory parlamentarne i stracił stanowisko szefa rządu. Zachował jednak stanowisko sekretarza generalnego PAICV (od 1993 – przewodniczącego) i parlamentarzysty. W 2000 wycofał się z aktywnego życia politycznego, jednak rok później został wybrany prezydentem Republiki w wyborach powszechnych, pokonując byłego premiera Carlosa Veigę w drugiej turze przewagą zaledwie dwunastu głosów. W 2006 wystartował w wyborach na kolejną kadencję prezydencką i ponownie zwyciężył nad Veigą, tym razem w pierwszej turze większością 50,98% głosów. Zapowiedział, że nie będzie ubiegał się o sprawowanie funkcji publicznych po zakończeniu drugiej kadencji. We wrześniu 2011 na stanowisko zastąpił go Jorge Carlos Fonseca.

### Rodzina
Żonaty z Adélcią Barreto Pires. Ma dwie córki: Sarę i Indirę.

## Odznaczenia i wyróżnienia
- Order Amilcara Cabrala (Republika Zielonego Przylądka)
- Wielki Komandor Orderu Republiki Gambii (2008, Gambia)[3]
- Medal Amílcara Cabrala (Gwinea Bissau)
- Order Joségo Martí (Kuba)
- Krzyż Wielki Orderu Chrystusa (1986, Portugalia)[4]
- Krzyż Wielki Orderu Infanta Henryka (2002, Portugalia)[4]
- Doktor honoris causa Luzofońskiego Uniwersytetu Nauk Humanistycznych i Technicznych w dziedzinie nauk politycznych (2011, Portugalia)[5]
- Nagroda Fundacji Mo Ibrahima[6] (2011)
- Krzyż Wielki Narodowego Orderu Lwa (Senegal)
- Wielki Łańcuch Orderu Timoru Wschodniego (2011, Timor Wschodni)[7]